# تشالنجر ديب

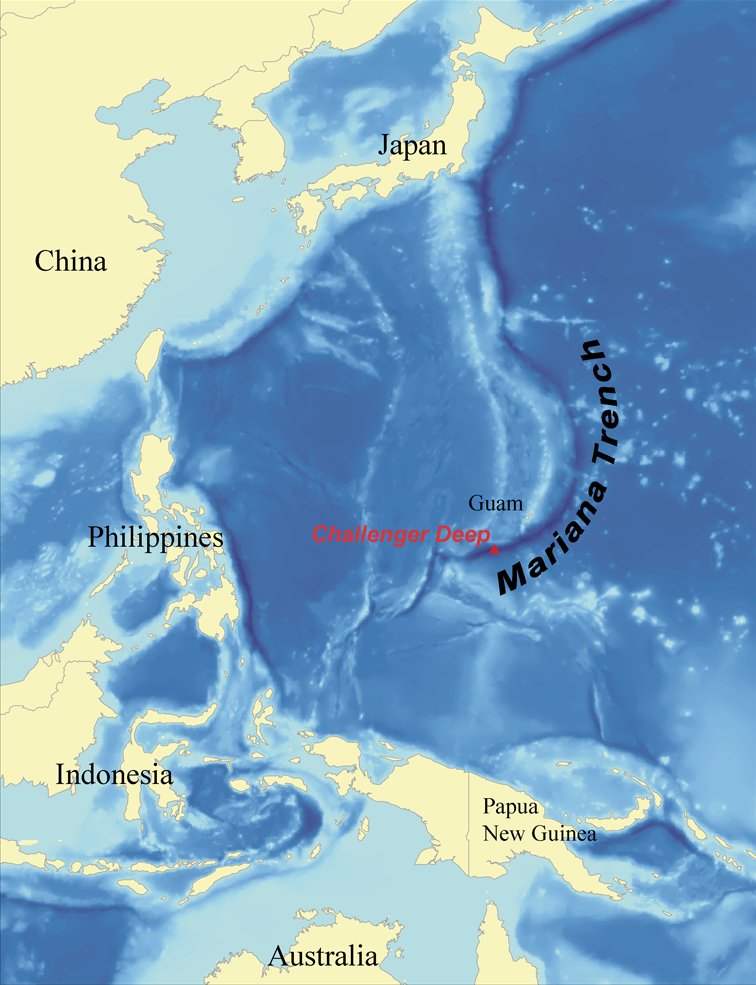
موقع تشالينجر ديب مع خندق ماريانا في غرب المحيط الهادي.

تشالنجر دييب  أو التحدي العميق (بالإنجليزية: Challenger Deep)‏ هي أعمق نقطة معروفة على قاع البحر على كوكب الأرض، ويبلغ عمقها من 10.898 متر (35,756 قدم) إلى 10.916 متر (35,814 قدم) حسب القياس المباشر بالغواصات، وأكثر قليلاً عن طريق قياس عمق المحيط بالسونار. يقع هذا العمق في المحيط الهادي عند النهاية الجنوبية لخندق ماريانا بالقرب من مجموعة جزر ماريانا، وهو مرتبط بالشق المنضغط في قاع الخندق، والذي يعتبر أعمق نقطة على سطح الأرض. يصل طوله إلى 11.3 كم وعرض 1.6كم  أقرب أرض لغور تشالنجر هي جزيرة فيس على بعد 287 كم جنوب غرب فيس، و304 كم شمال شرق غوام.

## خلفيّة

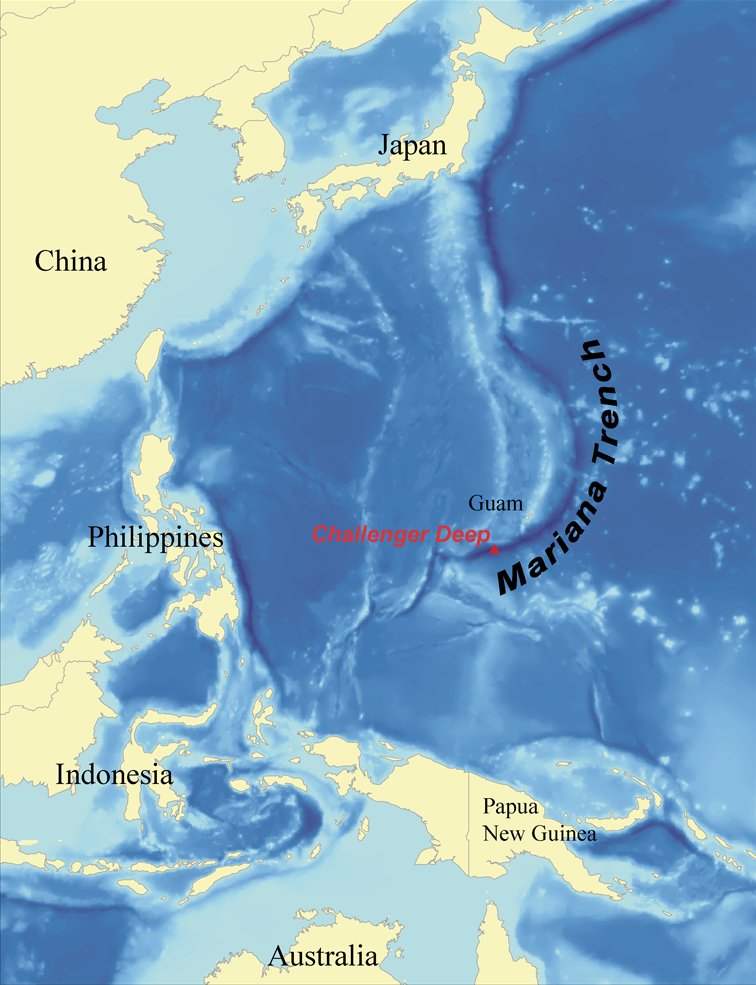
موقع تشالنجر في أعماق خندق ماريانا وغرب المحيط الهادئ

إن تشالنجر ديب هو أعمق نقطة معروفة في قاع البحر في الغلاف المائي للأرض (المحيطات والبحار)، بعمق 10,902 إلى 10,929 متر (35,768 إلى 35,856 قدم) عن طريق القياس المباشر من الغواصات العميقة، والمركبات التي تعمل تحت الماء عن بعد، وأجهزة الإنزال القاعية، و (أحيانًا) أكثر بقليل عن طريق قياس الأعماق بالسونار.
يقع تشالنجر ديب في غرب المحيط الهادئ، في الطرف الجنوبي من خندق ماريانا بالقرب من مجموعة جزر ماريانا. وفقًا لإصدار أغسطس 2011 من جيبكو جازيتار لأسماء الميزات تحت سطح البحر، فإن تشالنجر ديب هو 10,920 متر (35,827 قدم) ± 10 متر (33 قدم) في عمق11°22.4′N 142°35.5′E / 11.3733°N 142.5917°E. يقع هذا الموقع في إقليم المحيط بولايات ميكرونيزيا الموحدة.
تمت تسمية المنخفض على اسم سفينة المسح التابعة للبحرية الملكية، التي قامت بعثتها الاستكشافية في 1872-1876 بأول تسجيلات لعمقها. يؤدي ارتفاع ضغط الماء في هذا العمق إلى صعوبة تصميم وتشغيل المراكب الاستكشافية. أول نزول بأي مركبة كان من قبل جاك بيكار ودون والش في حوض الاستحمام المأهول ترييستي في يناير 1960 ؛ تبع ذلك زيارات بدون طيار في أعوام 1996 و 1998 و 2009. في مارس 2012، قام المخرج جيمس كاميرون بنزول منفرد مأهول في مركبة الغمر العميق ديبسي تشالنجر. بين 28 أبريل و 4 مايو 2019، أكمل عامل الحد من دي إس في أربع غطسات مأهولة في قاع تشالنجر ديب. بين 6 يونيو و 26 يونيو 2020، أضاف عامل الحد من دي إس في ست غطسات مكتملة. أكملت غواصة أعماق البحار Fendouzhe (奋斗者، Striver) غوصًا مأهولًا بطاقم في قاع تشالنجر ديب في 10 نوفمبر 2020 مع ثلاثة علماء على متنها أثناء بث مباشر للنزول. بين 1 مارس و 11 مارس 2021، أضاف عامل تحديد دي إس في أربع غطسات مكتملة. اعتبارًا من أبريل 2021، تضم قائمة الأشخاص الذين نزلوا إلى تشالنجر ديب اثنين وعشرين شخصًا.

## الطبوغرافيا

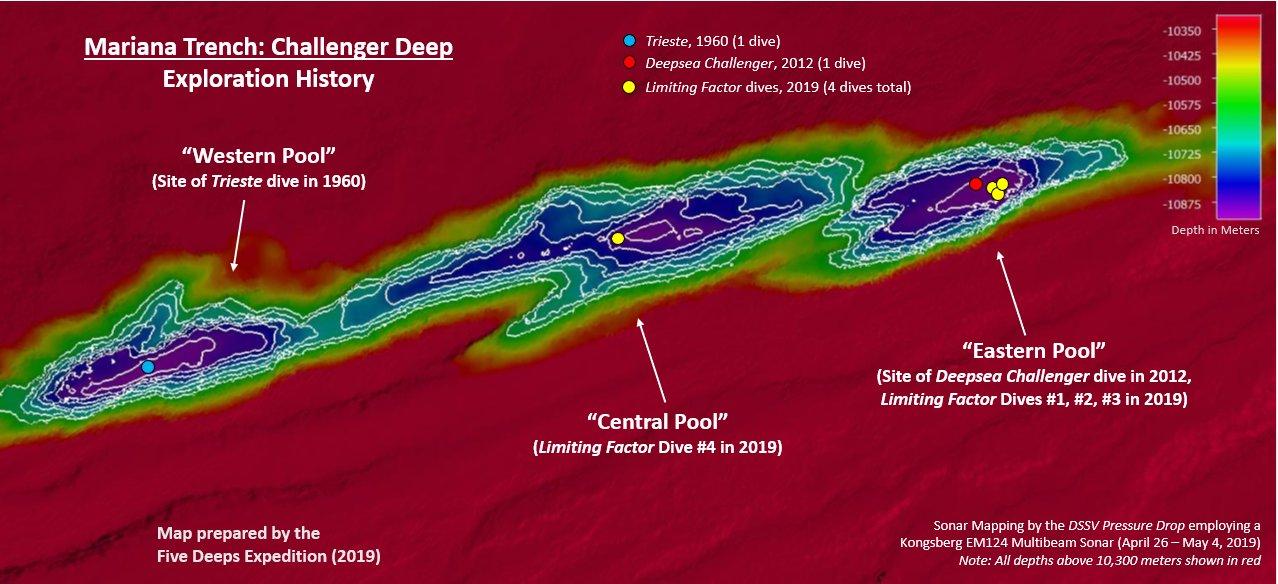
رسم خرائط سونار لتشالنجر ديب بواسطة انخفاض ضغط دي إس إس في باستخدام نظام مسبار صدى متعدد الحزم كونسبيرغ سيمراد آي إم 124 (26 أبريل - 4 مايو 2019)

تشالنجر ديب عبارة عن منخفض صغير نسبيًا على شكل فتحة في قاع خندق محيطي أكبر بشكل كبير على شكل هلال، والذي يعد في حد ذاته ميزة عميقة بشكل غير عادي في قاع المحيط. يتكون تشالنجر ديب من ثلاثة أحواض، كل منها من 6 إلى 10 كيلومتر (3.7 إلى 6.2 ميل) طويل، 2 كيلومتر (1.2 ميل)، وأكثر من 10,850 متر (35,597 قدم) في العمق، موجهة في مستو من الغرب إلى الشرق، مفصولة بتلال بين الأحواض 200 إلى 300 متر (656 إلى 984 قدم) أعلى. تمتد ميزة الأحواض الثلاثة إلى حوالي 48 كيلومتر (30 ميل) الغرب إلى الشرق إذا تم قياسه عند 10,650 متر (34,941 قدم) قياس الأعماق. سجل كل من الحوضين الغربي والشرقي أعماق (عن طريق قياس الأعماق بالسونار) تزيد عن 10,920 متر (35,827 قدم)، في حين أن الحوض المركزي ضحل قليلاً. أقرب أرض إلى تشالنجر ديب هي جزيرة فايس (إحدى جزر ياب الخارجية)، 287 كيلومتر (178 ميل) جنوب غرب، وغوام، 304 كيلومتر (189 ميل) إلى الشمال الشرقي. كشفت الخرائط التفصيلية بالسونار للأحواض الغربية والوسطى والشرقية في يونيو 2020 عن طريق ضغط دي إس إس في جنبًا إلى جنب مع المنحدرات المأهولة أنها متموجة بمنحدرات وأكوام من الصخور فوق طبقة من الرواسب البدائية. يتوافق هذا مع وصف تشالنجر ديب على أنه يتكون من قسم ممدود في قاع البحر مع أحواض فرعية مميزة أو برك مملوءة بالرواسب.

## المسوحات وقياس الأعماق
على مدى سنوات عديدة، اشتمل البحث عن موقع أقصى عمق لمحيطات العالم والتحقيق فيه على العديد من السفن المختلفة، واستمر حتى القرن الحادي والعشرين. إن دقة تحديد الموقع الجغرافي، وعرض الحزمة لأنظمة مسبار الصدى (متعدد الحزم)، يحد من دقة تحليل مستشعر قياس الأعماق الأفقي والرأسي الذي يمكن أن يحصل عليه رسامو الهيدروغرافيا من البيانات الموجودة في الموقع. هذا مهم بشكل خاص عند السبر في المياه العميقة، حيث أن البصمة الناتجة للنبض الصوتي تصبح كبيرة بمجرد وصولها إلى قاع البحر البعيد. علاوة على ذلك، تتأثر عملية السونار بالاختلافات في سرعة الصوت، لا سيما في المستوى الرأسي. يتم تحديد السرعة من خلال معامل كتلة الماء وكتلته وكثافته. يتأثر معامل الحجم بدرجة الحرارة والضغط والشوائب الذائبة (الملوحة عادةً).
1875 - أتش أم أس تشالنجر - في عام 1875، أثناء انتقالها من جزر الأميرالية إلى يوكوهاما، حاولت السفينة الشراعية ذات الصواري الثلاثة أتش أم أس تشالنجر الوصول إلى اليابسة في غوام، ولكن تم ضبطها في الغرب من خلال «الرياح المحيرة» التي منعتهم من «زيارة أي منهما كارولين أو لادرونيس». أخذهم مسارهم المتغير فوق الوادي الموجود تحت سطح البحر والذي أصبح يُعرف فيما بعد باسم تشالنجر ديب. تم أخذ إحدى عيناتهم على بعد خمسة عشر ميلاً من أعمق بقعة في جميع محيطات الأرض. في 23 مارس 1875، في محطة العينة رقم 225، سجلت إيتش إم إس تشالنجر القاع عند 4,475 قامة (26,850 قدم؛ 8,184 م) عميق، (أعمق صوت لطوافها حول الأرض لمدة ثلاث سنوات أو أكثر باتجاه الشرق) عند11°24′N 143°16′E / 11.400°N 143.267°E ثانٍ في نفس الموقع. تم إجراء عمليات سبر العمق بواسطة حبل بايلي الذي تم قياسه بواسطة بايلي، وتم تحديد المواقع الجغرافية عن طريق الملاحة السماوية (بدقة تقديرية تبلغ ميلين بحريين). كان الاكتشاف بالصدفة لأعمق انخفاض في الأرض من قبل أول بعثة علمية كبرى في التاريخ مكرسة بالكامل لعلم المحيطات الناشئ، وكان حظًا جيدًا بشكل لا يصدق، ولا سيما عند مقارنته مع ثالث أعمق موقع على الأرض (سيرينا ديب على بعد 150 ميلًا بحريًا فقط شرق تشالنجر ديب)، والذي سيظل غير مكتشف لمدة 122 عامًا أخرى.
1951 - بعد خمسة وسبعين عامًا، قامت سفينة المسح البريطانية إيتش إم إس تشالنجر II التي يبلغ وزنها 1140 طنًا، في طوافها الغربي حول الأرض لمدة ثلاث سنوات، بالتحقيق في الأعماق القصوى جنوب غرب غوام التي أبلغ عنها سلفها، إيتش إم إس تشالنجر في عام 1875. في مسارها المتجه جنوبًا من اليابان إلى نيوزيلندا (مايو - يوليو 1951)، أجرت تشالنجر الثانية مسحًا لـ «خندق ماريانا بين غوام وأوليثي»، باستخدام مقاييس السبر للقنابل ذات الحجم الزلزالي وسجلت أقصى عمق 5,663 قامة (33,978 قدم؛ 10,356 م). [بحاجة لمصدر] وكان عمق أبعد تشالنجر II صدى أسلم القدرة على التحقق، لذلك لجأوا إلى استخدام سلك مشدود مع «140 رطلا من الحديد الخردة»، وتوثيقها على عمق 5,899 قامة (35,394 قدم؛ 10,788 م). في نيوزيلندا، حصل فريق Challenger II على المساعدة من Royal New Zealand Dockyard، «الذي تمكن من تعزيز صدى الصوت للتسجيل في أعماق أكبر.»  عادوا إلى «ماريانا ديب» (كذا)  في أكتوبر 1951. باستخدام مسبار الصدى المحسن حديثًا، قاموا بتشغيل خطوط مسح بزوايا قائمة على محور الخندق واكتشفوا "مساحة كبيرة بعمق أكبر من 5,900 قامة (35,400 قدم؛ 10,790 م) "- تم تحديده لاحقًا على أنه الحوض الغربي لتشالنجر ديب. كان أعظم عمق تم تسجيله هو 5,940 قامة (35,640 قدم؛ 10,863 م)، في11°19′N 142°15′E / 11.317°N 142.250°E. تم تحقيق دقة ملاحية تصل إلى عدة مئات من الأمتار عن طريق الملاحة السماوية ونظام لوران الملاحي. لاحظ أن مصطلح «تشالنجر ديب» دخل حيز الاستخدام بعد طواف تشالنجر 1951-52، ويحيي ذكرى كل من السفن البريطانية التي تحمل هذا الاسم والتي شاركت في اكتشاف أعمق أحواض محيطات العالم.

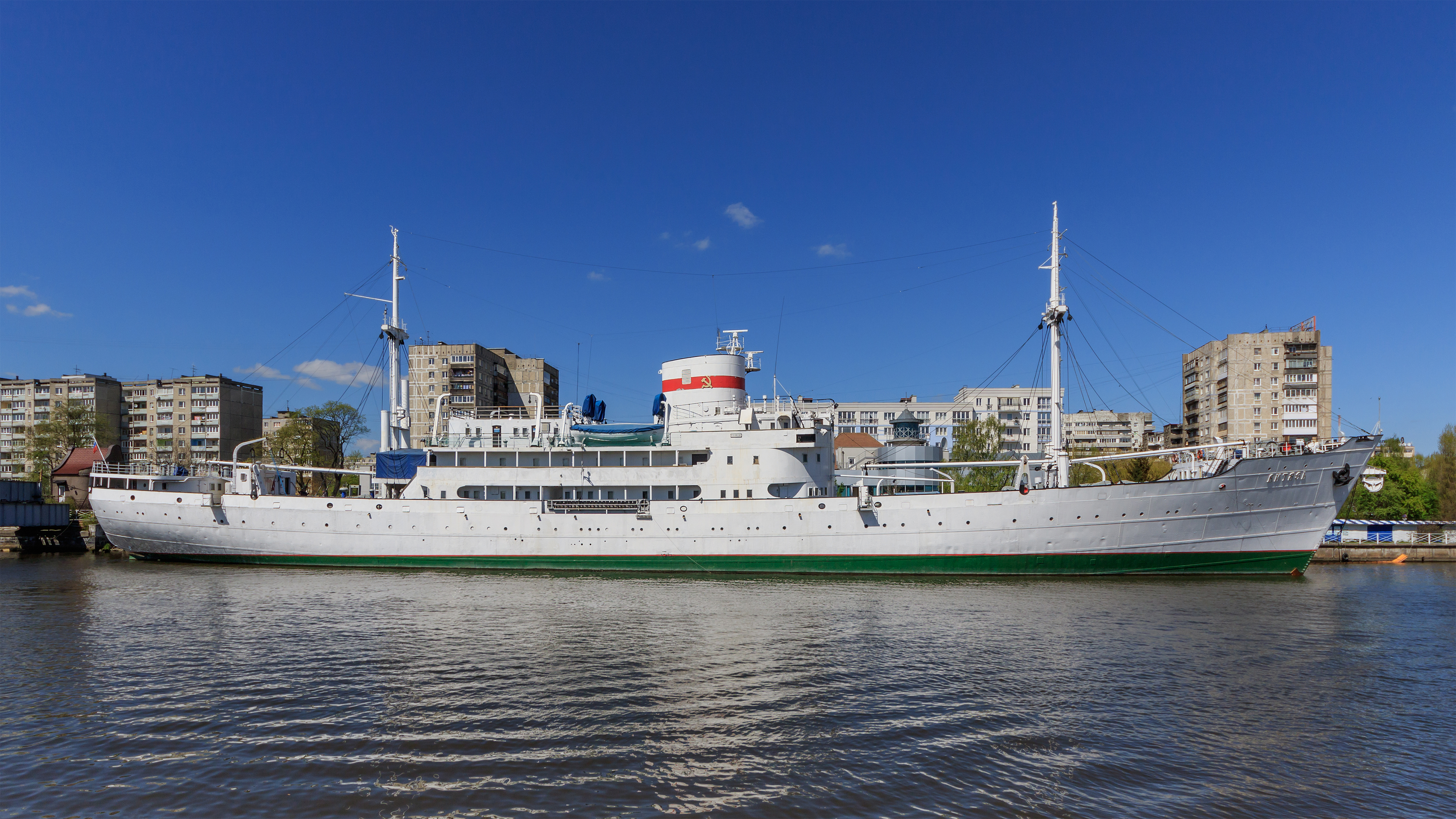
سفينة الأبحاث فيتياز في كالينينغراد «متحف محيطات العالم»

1957-1958 - RV <i id="mwtw">فيتياز</i> - في أغسطس 1957، سجل معهد فردانسكي 3248 طن من الجيوكيمياء سفينة الأبحاث فيتياز أقصى عمق 11,034 متر (36,201 قدم) ± 50 متر (164 قدم) في11°20.9′N 142°11.5′E / 11.3483°N 142.1917°E في الحوض الغربي من تشالنجر ديب أثناء عبور قصير للمنطقة في الرحلة رقم 25. عادت في عام 1958، كروز رقم 27، لإجراء مسح تفصيلي لشعاع واحد لقياس الأعماق يشمل أكثر من اثني عشر مقطعًا عرضيًا للعمق، مع فحص مكثف للحوض الغربي وإلقاء نظرة خاطفة سريعة على الحوض الشرقي. يسجل فيشر ما مجموعه ثلاثة مواقع لسبر Vityaz في الشكل 2 «الخنادق» (1963)، واحد على بعد ياردات من موقع 142 ° 11.5 شرقًا، وثالثًا في11°20.0′N 142°07′E / 11.3333°N 142.117°E، جميعها 11,034 متر (36,201 قدم) ± 50 متر (164 قدم) العمق. اعتبرت الأعماق قيمًا متطرفة إحصائيًا، ولم يتم إثبات عمق أكبر من 11000 متر. تقارير تايرا أنه إذا تم تصحيح عمق فيتياز بنفس المنهجية المستخدمة من قبل البعثة اليابانية آر في هاكوهو مارو ديسمبر عام 1992، ستعرض بأنها 10,983 متر (36,033 قدم) ± 50 متر (164 قدم)، على عكس الأعماق الحديثة من أنظمة مسبار الصدى متعدد الحزم أكبر من 10,900 متر (35,800 قدم) مع NOAA المقبول بحد أقصى 10,995 متر (36,073 قدم) ± 10 متر (33 قدم) في الحوض الغربي.
1959 - آر في سترانجر - تم تحديد أول تحقق نهائي لكل من عمق وموقع تشالنجر ديب (الحوض الغربي) من قبل الدكتور RL Fisher من معهد سكريبس لعلوم المحيطات، على متن سفينة الأبحاث سترانجر التي يبلغ وزنها 325 طنًا. باستخدام سبر المتفجرات، سجلوا 10,850 متر (35,600 قدم) ± 20 متر (66 قدم) في/بالقرب11°18′N 142°14′E / 11.300°N 142.233°E في يوليو 1959. استخدم سترانجر السماوية ولوران-سي للملاحة. قدمت الملاحة LORAN-C دقة جغرافية قدرها 460 متر (1,509 قدم) أو أفضل. وفقًا لمصدر آخر، تم مسح RV Stranger باستخدام صوت القنابل بأقصى عمق 10,915 متر (35,810 قدم) ± 10 متر (33 قدم) في11°20.0′N 142°11.8′E / 11.3333°N 142.1967°E. التناقضات بين الموقع الجغرافي (خطوط الطول/العرض) من الغريب أعمق أعماق وتلك من الحملات السابقة (تشالنجر الثاني 1951، فيتياز 1957 و 1958) «وربما يرجع ذلك إلى عدم اليقين في تحديد السفن المواقف.»  مرت غريب الاستطلاع بين الشمال والجنوب التعرج جيدا إلى الشرق من الحوض الشرقي جنوبا، وكذلك إلى الغرب من الحوض الشرقي شمالا، وبالتالي فشلت في اكتشاف الحوض الشرقي للتشالنجر ديب. أقصى عمق تم قياسه بالقرب من خط الطول 142 ° 30E كان 10,760 متر (35,300 قدم) ± 20 متر (66 قدم)، حوالي 10 كم غرب أعمق نقطة في الحوض الشرقي. كانت هذه فجوة مهمة في المعلومات، حيث تم الإبلاغ لاحقًا عن أن الحوض الشرقي أعمق من الحوضين الآخرين. اجتاز غريب الحوض المركزي مرتين، بقياس أقصى عمق 10,830 متر (35,530 قدم) ± 20 متر (66 قدم) بالقرب من 142 ° 22E. في الطرف الغربي للحوض الأوسط (حوالي 142 درجة 18 شرقاً)، سجلوا عمق 10,805 متر (35,449 قدم) ± 20 متر (66 قدم). تلقى الحوض الغربي أربعة مقاطع عرضية بواسطة سترانجر، مسجلاً أعماق 10,830 متر (35,530 قدم) ± 20 متر (66 قدم) باتجاه الحوض المركزي، بالقرب من مكان حمامة تريست في عام 1960 (المنطقة المجاورة11°18.5′N 142°15.5′E / 11.3083°N 142.2583°E، وحيث سجلت تشالنجر 2، في عام 1950، 10,863 متر (35,640 قدم) ± 35 متر (115 قدم). في أقصى الطرف الغربي للحوض الغربي (حوالي 142 ° 11E)، سجل Stranger 10,850 متر (35,600 قدم) ± 20 متر (66 قدم)، حوالي 6 كم جنوب الموقع حيث سجل فيتايز 11,034 متر (36,201 قدم) ± 50 متر (164 قدم) في 1957-1958. صرح فيشر: «... الاختلافات في أعماق Vitiaz (هكذا) وسترانجر - تشالنجر II يمكن أن تُعزى إلى وظيفة تصحيح سرعة [الصوت] المستخدمة...»  بعد التحقيق في تشالنجر ديب، انتقل Stranger إلى خندق الفلبين وقطع خندق أكثر من عشرين مرة في أغسطس 1959، وإيجاد عمق أقصى قدره 10,030 متر (32,910 قدم) ± 10 متر (33 قدم)، وبالتالي ثبت أن تشالنجر ديب كان حوالي 800 متر (2,600 قدم) أعمق من خندق الفلبين. أبلغت استطلاعات الغريب 1959 تشالنجر ديب والخندق الفلبينية البحرية الأمريكية فيما يتعلق الموقع المناسب لتريست الغوص قياسية في عام 1960.
1962 - إكسبيديشن، الساق 2، عاد فيشر إلى تشالنجر ديب في 12-13 أبريل 1962 على متن سكريبس سفينة الأبحاث سبنسر F. بيرد (سابقا جيش الولايات المتحدة مقشر الصلب الكبيرة الساحبة LT-581) واستخدمت مسجل العمق الدقيق (PDR) للتحقق من الأعماق القصوى التي تم الإبلاغ عنها مسبقًا. وسجلوا أقصى عمق يصل إلى 10,915 متر (35,810 قدم) (الموقع غير متوفر). بالإضافة إلى ذلك، في الموقع "H-4" في منطقة تشالنجر ديب، ألقت البعثة ثلاثة سبر بأسلاك مشدودة: في 12 أبريل، كان أول فريق تم اختياره لـ 5078 قامة (مصححة لزاوية السلك) 9,287 متر (30,469 قدم) في11°23′N 142°19.5′E / 11.383°N 142.3250°E في الحوض المركزي. (حتى عام 1965، سجلت سفن الأبحاث الأمريكية عمليات السبر في القامات.) كان طاقم التمثيل الثاني، أيضًا في 12 أبريل، هو 5000 + قامة في11°20.5′N 142°22.5′E / 11.3417°N 142.3750°E في الحوض المركزي. في 13 أبريل، سجل المصبوب النهائي 5297 قامة (مصححة لزاوية السلك) 9,687 متر (31,781 قدم) في11°17.5′N 142°11′E / 11.2917°N 142.183°E (الحوض الغربي). طاردهم إعصار بعد يومين فقط في الموقع. مرة أخرى، غاب فيشر تمامًا عن الحوض الشرقي لتشالنجر ديب، والذي ثبت لاحقًا أنه يحتوي على أعمق الأعماق.
1975-1980 - آر في توماس واشنطن: قام معهد سكريبس لعلوم المحيطات بنشر سفينة الأبحاث توماس واشنطن (AGOR-10) المملوكة للبحرية والتي يبلغ وزنها 1490 طنًا إلى خندق ماريانا في العديد من الرحلات الاستكشافية من 1975 إلى 1986. أولها كانت رحلة Eurydice، المحطة 8 التي أعادت فيشر إلى الحوض الغربي لتشالنجر ديب في الفترة من 28 إلى 31 مارس 1975. أسس توماس واشنطن تحديد المواقع الجيوديسية بواسطة (SATNAV) باستخدام Autolog Gyro و EM Log. كانت قياسات الأعماق بمقدار 12 مسجل العمق الدقيق (PDR) كيلوهرتز مع شعاع واحد بزاوية 60 درجة. لقد رسموا خريطة أحواض محورية واحدة "ربما اثنان" بعمق 10,915 متر (35,810 قدم) ± 20 متر (66 قدم). تم جر خمس جرافات في الفترة من 27 إلى 31 مارس، جميعها إلى أو إلى الشمال قليلاً من أعمق أعماق الحوض الغربي. وأشار فيشر إلى أن هذا المسح الذي أجري في حوض تشالنجر ديب (الحوض الغربي) "... لم يقدم شيئًا يدعمه والكثير لدحض الادعاءات الأخيرة بشأن الأعماق هناك التي تزيد عن 10,915 متر (35,810 قدم) ± 20 متر (66 قدم). "  بينما غاب فيشر عن الحوض الشرقي لتشالنجر ديب (للمرة الثالثة)، فقد أبلغ عن منخفض عميق على بعد حوالي 150 ميلًا بحريًا شرق الحوض الغربي. جر جر 25 مارس في12°03.72′N 142°33.42′E / 12.06200°N 142.55700°E واجه 10,015 متر (32,858 قدم)، والتي ظللت قبل 22 عامًا من اكتشاف HMRG Deep/Sirena Deep في عام 1997. أعمق مياه HMRG Deep/Serina Deep على 10,714 متر (35,151 قدم) ± 20 متر (66 قدم) تتمركز عند/بالقرب12°03.94′N 142°34.866′E / 12.06567°N 142.581100°E، حوالي 2.65 كيلومترات من فيشرز 25 مارس 1975: 10,015 متر (32,858 قدم) نعرات جر. في معهد سكريبس لعلوم المحيطات في جولة إندوباك الاستكشافية 3، قام كبير العلماء، الدكتور جوزيف إل ريد، وعالم المحيطات أرنولد دبليو مانتيلا، بعمل قناة مائية لمركبة حرة  (مركبة هبوط قاعية ذات غرض خاص (أو "" كاميرا مزودة بطعم ") لقياسات درجة حرارة الماء والملوحة) في 27 مايو 1976 في الحوض الغربي من تشالنجر ديب" المحطة 21 "في11°19.9′N 142°10.8′E / 11.3317°N 142.1800°E على 10,840 متر (35,560 قدم) العمق. في جولة إندوباك الاستكشافية 9، تحت إشراف كبير العلماء أريستيدس يايانوس، أمضى توماس واشنطن تسعة أيام من 13 إلى 21 يناير 1977 لإجراء تحقيق مكثف ومفصل عن تشالنجر ديب، مع أهداف بيولوجية بشكل أساسي. "تم إجراء عمليات سبر الصدى بشكل أساسي باستخدام نظام أحادي الحزمة يبلغ 3.5 كيلو هرتز، مع تشغيل مسبار صدى 12 كيلو هرتز بالإضافة إلى بعض الوقت،" (12 تم تفعيل نظام kHz للاختبار في 16 يناير). تم وضع مركبة هبوط قاعية في الحوض الغربي (11°19.7′N 142°09.3′E / 11.3283°N 142.1550°E، في 13 يناير، بلغ القاع 10,663 متر (34,984 قدم) واستعادته بعد 50 ساعة في حالة تلف. تم إصلاحه بسرعة، وتم إخماده مرة أخرى في اليوم الخامس عشر إلى 10,559 متر (34,642 قدم) عمق في11°23.3′N 142°13.8′E / 11.3883°N 142.2300°E. تم استرداده في السابع عشر من خلال التصوير الفوتوغرافي الممتاز لمزدوجات الأرجل (الروبيان) من الحوض الغربي لتشالنجر ديب. تم إخماد المسبار القاعي للمرة الثالثة والأخيرة في 17، في11°20.1′N 142°25.2′E / 11.3350°N 142.4200°E في الحوض المركزي على عمق 10,285 متر (33,743 قدم). لم يتم العثور على مركبة الهبوط القاعية وقد تظل في القاع بالقرب من11°20.1′N 142°25.2′E / 11.3350°N 142.4200°E تم وضع مصائد حرة ومصائد احتفاظ بالضغط في ثمانية مواقع في الفترة من 13 إلى 19 يناير في الحوض الغربي، على أعماق تتراوح من 7,353 متر (24,124 قدم) إلى 10,715 متر (35,154 قدم). جلبت كل من المصائد الحرة والمصائد التي تحتفظ بالضغط عينة جيدة من amphipods للدراسة. بينما زارت السفينة لفترة وجيزة منطقة الحوض الشرقي، لم تتعرف البعثة عليها على أنها أعمق أحواض تشالنجر ديب الثلاثة. عاد توماس واشنطن لفترة وجيزة إلى تشالنجر ديب في 17-19 أكتوبر 1978 خلال جولة ماريانا الاستكشافية 5 تحت إشراف كبير العلماء جيمس دبليو هوكينز. تتبعت السفينة جنوب وغرب الحوض الشرقي وسجلت أعماق تراوحت بين 5,093 متر (16,709 قدم) إلى 7,182 متر (23,563 قدم). ملكة جمال أخرى. في رحلة ماريانا الاستكشافية 8، تحت إشراف كبير العلماء يايانوس، شارك توماس واشنطن مرة أخرى، من 12 إلى 21 ديسمبر 1978، في دراسة بيولوجية مكثفة للأحواض الغربية والوسطى من تشالنجر ديب. تم وضع 14 مصيدة ومصائد احتفاظ بالضغط على أعماق تتراوح بين 10,455 متر (34,301 قدم) إلى 10,927 متر (35,850 قدم) متر، كان أعظم عمق عند11°20.0′N 142°11.8′E / 11.3333°N 142.1967°E. جميع التسجيلات التي يزيد ارتفاعها عن 10900 متر كانت في الحوض الغربي. 10,455 متر (34,301 قدم) في أقصى الشرق عند 142 درجة 26.4 شرقًا (في الحوض المركزي)، حوالي 17 كم غرب الحوض الشرقي. مرة أخرى، كانت الجهود المركزة على المناطق المعروفة ذات الأعماق القصوى (الأحواض الغربية والوسطى) ضيقة جدًا لدرجة أن هذه الحملة أخطأت الحوض الشرقي مرة أخرى.
من 20 إلى 30 نوفمبر 1980، كان توماس واشنطن موجودًا في الموقع في الحوض الغربي لتشالنجر ديب، كجزء من راما إكسبيديشن ليج 7، مرة أخرى مع كبير العلماء الدكتور ياناوس. قام يايانوس بتوجيه توماس واشنطن في أكثر الفحوصات الباثيمترية ذات الحزمة الواحدة من تشالنجر ديب التي تم إجراؤها على الإطلاق، مع عشرات من عمليات العبور للحوض الغربي، وتمتد إلى الجزء الخلفي من تشالنجر ديب (شمالًا)، مع رحلات استكشافية كبيرة إلى صفيحة المحيط الهادئ (جنوبًا) وعلى طول محور الخندق إلى الشرق. وجرفوا ثماني جرافات في الحوض الغربي لأعماق تتراوح بين 10,015 متر (32,858 قدم) إلى 10,900 متر (35,800 قدم)، وبين السحب، ألقِ ثلاثة عشر فخًا رأسيًا مجانيًا. كان التجريف والفخاخ من أجل التحقيق البيولوجي في القاع. في أول عملية استرداد ناجحة لحيوان حي من تشالنجر ديب، في 21 نوفمبر 1980 في الحوض الغربي في11°18.7′N 142°11.6′E / 11.3117°N 142.1933°E، استعاد ياوناس حيوانًا ثنائي الأرجل حيًا من عمق حوالي 10900 متر باستخدام مصيدة مضغوطة. مرة أخرى، بخلاف نظرة موجزة إلى الحوض الشرقي، كانت جميع التحقيقات المتعلقة بقياس الأعماق والبيولوجية في الحوض الغربي.

هبوط صفيحة المحيط الهادئ في تشالنجر ديب

1976-1977 - كانا كيوكي - في المرحلة 3 من بعثة معهد هاواي للجيوفيزياء (HIG) 76010303، غادرت سفينة الأبحاث كانا كيومي التي يبلغ ارتفاعها 156 قدمًا غوام أساسًا لإجراء تحقيق زلزالي في منطقة تشالنجر ديب، تحت إشراف كبير العلماء دونالد إم. هاسونج. تم تجهيز السفينة بمدافع هوائية (لسبر الانعكاس الزلزالي في عمق وشاح الأرض)، ومقياس المغناطيسية، ومقياس الجاذبية، ومحولات السونار بتردد 3.5 كيلوهرتز و 12 كيلوهرتز، ومسجلات عمق دقيقة. ركضوا في العمق من الشرق إلى الغرب، وجمعوا شعاعًا أحاديًا لقياس الأعماق، وقياسات مغناطيسية وقياسات الجاذبية، واستخدموا المدافع الهوائية على طول محور الخندق، وكذلك في العمود الخلفي والمقدمة، من 13 إلى 15 مارس 1976. ومن هناك تقدموا جنوبًا إلى هضبة أونتونج جافا. تمت تغطية جميع الأحواض الثلاثة العميقة لتشالنجر ديب، لكن كانا كيوكي سجلت أقصى عمق يبلغ 7,800 متر (25,591 قدم). كانت المعلومات الزلزالية التي تم تطويرها من هذا المسح مفيدة في اكتساب فهم لانغماس صفيحة المحيط الهادئ تحت صفيحة البحر الفلبينية. في عام 1977، عادت Kana Keoki إلى منطقة تشالنجر ديب من أجل تغطية أوسع للجزء الأمامي والخلفي.
1984 - إس في تاكيو - قسم الهيدروغرافيا، وكالة السلامة البحرية، اليابان (JHOD) نشرت سفينة المسح تاكويو (HL 02) التي تم تكليفها حديثًا والتي تزن 2600 طن إلى تشالنجر ديب 17-19 فبراير 1984. كانت تاكيو أول سفينة يابانية يتم تجهيزها بمسبار الصدى الجديد ذي الشعاع الضيق سيا بيم متعدد الحزم، وكانت أول سفينة مسح ذات قدرة متعددة الحزم لمسح تشالنجر ديب. كان النظام جديدًا لدرجة أن جهود اضطر إلى تطوير برنامج خاص به لرسم مخططات الأعماق بناءً على البيانات الرقمية SeaBeam. في غضون ثلاثة أيام فقط، تتبعوا 500 ميل من خطوط الصوت، وغطوا حوالي 140 كيلومتر مربع من تشالنجر ديب مع تجانس متعدد الحزم. تحت إشراف كبير العلماء هيديو نيشيدا، استخدموا بيانات درجة حرارة وملوحة CTD 4,500 متر (14,764 قدم) من عمود الماء لتصحيح قياسات العمق، ثم مُنحت لاحقًا مع معهد سكريبس لعلوم المحيطات (بما في ذلك فيشر) وخبراء جيبكو لتأكيد منهجية تصحيح العمق. لقد استخدموا مجموعة من أنظمة نافاست ولوران-سي وأوميجا لتحديد المواقع الجيوديسية بدقة تفوق 400 متر (1,300 قدم). كان أعمق موقع تم تسجيله هو 10,920 متر (35,830 قدم) ± 10 متر (33 قدم) في11°22.4′N 142°35.5′E / 11.3733°N 142.5917°E ؛ لأول مرة توثيق الحوض الشرقي على أنه أعمق برك المستوى الثلاثة. في عام 1993، اعترفت GEBCO 10,920 متر (35,830 قدم) ± 10 متر (33 قدم) أنه أعمق أعماق محيطات العالم. سيكون التقدم التكنولوجي مثل السونار متعدد الحزم المحسن القوة الدافعة في الكشف عن ألغاز تشالنجر في أعماق المستقبل.
1986 - آر في توماس واشنطن - وسكريبس سفينة الأبحاث توماس عاد إلى تشالنجر ديب عام 1986 خلال راباتوا إكسبيديشن، الساق 8، وتصاعد واحدة من أول متعددة الحزم التجارية قادرة على الوصول إلى أعمق الخنادق، أي 16 - شعاع البحر «كلاسيك». أتاح ذلك لكبير العلماء ياوناس فرصة لعبور تشالنجر ديب بأحدث معدات السبر العميقة المتاحة. خلال ساعات ما قبل منتصف الليل ليوم 21 أبريل 1986، أنتج مسبار الصدى متعدد الحزم خريطة قاع تشالنجر ديب مع رقعة بعرض حوالي 5-7 أميال. كان أقصى عمق مسجل 10,804 متر (35,446 قدم) (موقع العمق غير متوفر). وأشار يايانوس: «الانطباع الدائم لهذه الرحلة يأتي من أفكار الأشياء الثورية التي يمكن لبيانات Seabeam القيام بها في علم الأحياء العميق.» 
1988 - آر مونوا وايف - في 22 أغسطس 1988، سفينة الأبحاث مونوا وايف (AGOR-22) المملوكة للبحرية الأمريكية، والتي يديرها معهد هاواي للجيوفيزياء (HIG)، بجامعة هاواي، تحت إشراف كبير العلماء روبرت سي ثونيل من جامعة ساوث كارولينا، عبر الشمال الغربي عبر الحوض المركزي لتشالنجر ديب، وأجرى مسارًا أحادي الحزمة لقياس الأعماق بمقدار 3.5 مسبار صدى شعاع ضيق كيلوهرتز (30 درجة) مع مسجل عمق دقيق. بالإضافة إلى قياس الأعماق بالسونار، أخذوا 44 قلبًا للجاذبية و 21 صندوقًا من قلب الرواسب السفلية. تم تسجيل أعمق صدى صوتي تم تسجيله كان 10656 مترا (34961 قدم) إلى 10916 مترا (35814 قدم)، بأقصى عمق عند 11 درجة 22 درجة شمالاً 142 درجة 25 درجة شرقاً في الحوض المركزي. كان هذا أول مؤشر على أن الأحواض الثلاثة تحتوي على أعماق تزيد عن 10900 متر (35800 متر مربع) قدم).

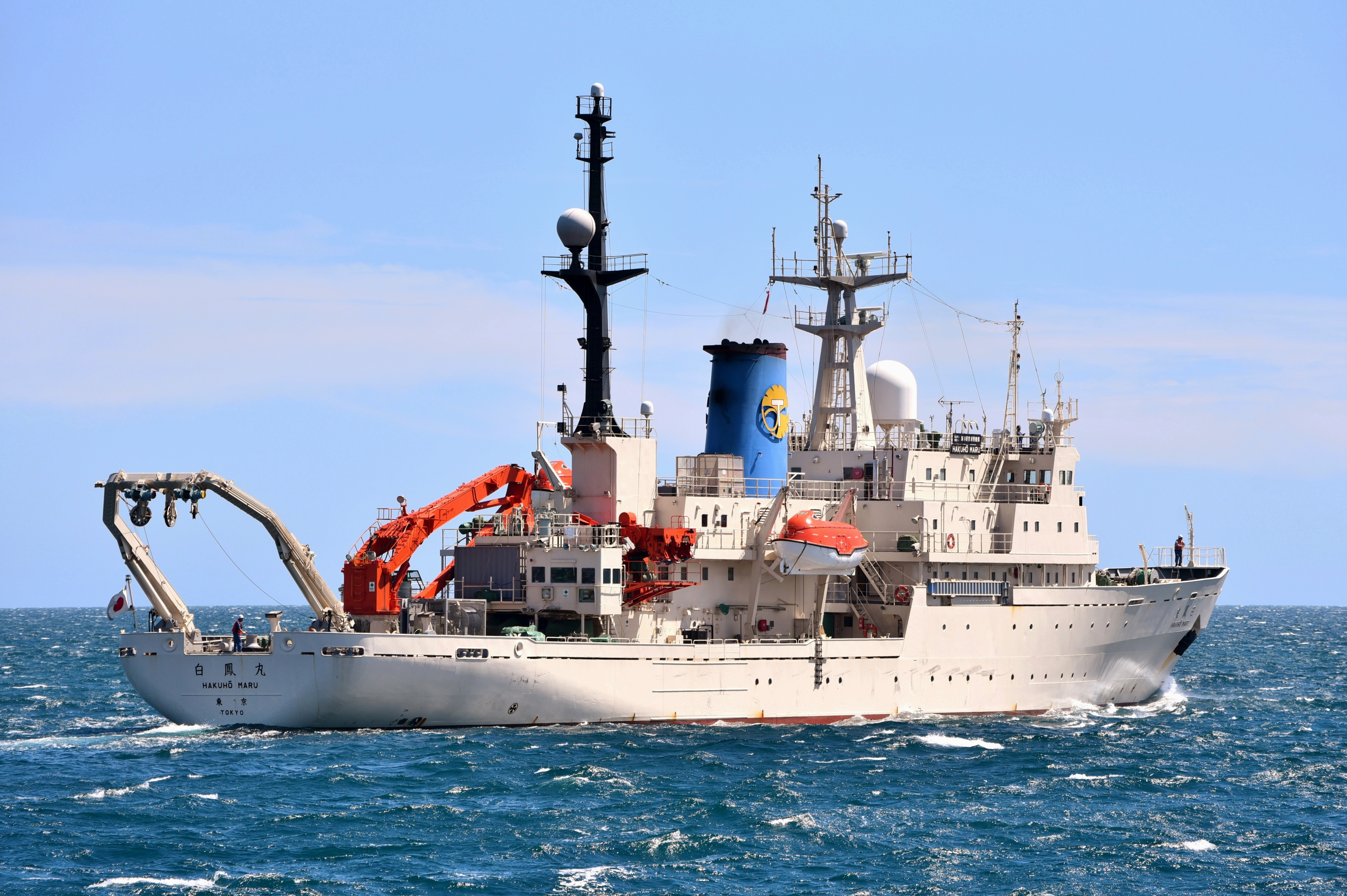
RV Hakuhō Maru

1992 - آر في هاروكو مافو - سفينة الأبحاث اليابانية هاكوهو مارو التي يبلغ وزنها 3987 طنًا، وهي سفينة ترعاها جامعة طوكيو، على متن رحلة بحرية KH-92-5، يلقي بثلاثة Sea-Bird SBE-9 فائقة العمق سي تي دي (الموصلية-درجة الحرارة -depth) في خط عرضي عبر تشالنجر ديب في 1 ديسمبر 1992. كان مركز سي تي دي موجودًا في11°22.78′N 142°34.95′E / 11.37967°N 142.58250°E، في الحوض الشرقي، 10,989 متر (36,053 قدم) بواسطة مسجل عمق 10,884 متر (35,709 قدم) بواسطة CTD. تم إلقاء اثنين من CTDs الأخريين 19.9 كم شمالا و 16.1 كم إلى الجنوب. تم تجهيز هاكوهو مارو بمسبار صدى متعدد الحزم سي بيم 500 متعدد الحزم لتحديد العمق، وكان لديه نظام أوتو ناف مع مدخلات من نافسات وعرض المسار، مع دقة تحديد المواقع الجيوديسية تقترب من 100 متر (330 قدم). عند إجراء عمليات CTD في عمق تشالنجر، استخدموا SeaBeam كمسجل عمق شعاع واحد. في11°22.6′N 142°35.0′E / 11.3767°N 142.5833°E العمق المصحح كان 10,989 متر (36,053 قدم)، وفي11°22.0′N 142°34.0′E / 11.3667°N 142.5667°E كان العمق 10,927 متر (35,850 قدم) ؛ كلاهما في الحوض الشرقي. قد يوضح هذا أن الأحواض قد لا تكون برك رسوبية مسطحة ولكنها متموجة بفارق 50 متر (160 قدم) أو أكثر. كشفت تايرا "، واعتبرنا أن الحوض أعمق أن Vitiaz سجل 5 متر (16 قدم). هناك احتمال أن يتجاوز العمق 11,000 متر (36,089 قدم) بمقياس أفقي أقل من عرض الحزمة للقياسات في تشالنجر ديب. نظرًا لأن كل اختبار سونار بعرض الحزمة 2.7 درجة يتوسع ليشمل منطقة دائرية تبلغ حوالي 500 متر (1,640 قدم) قطرها 11,000 متر (36,089 قدم)، من الصعب اكتشاف الانخفاضات في القاع التي تقل عن هذا الحجم من منصة تصدر السونار على ارتفاع سبعة أميال.

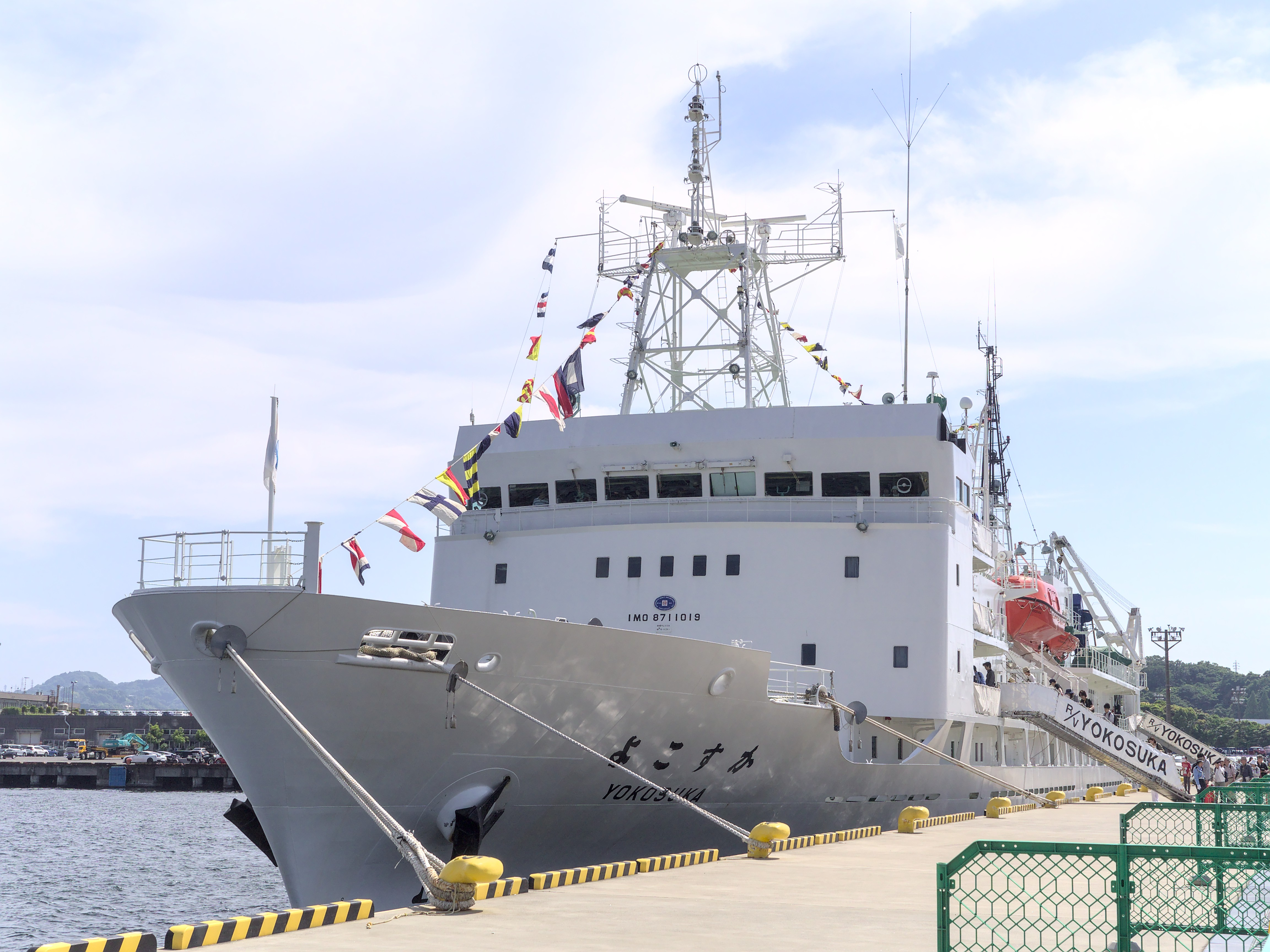
تم استخدام RV Yokosuka كسفينة دعم لـ ROV Kaikō

1996 - آر في يوكوسوكا - في معظم عام 1995 وحتى عام 1996، استخدمت الوكالة اليابانية لعلوم وتكنولوجيا الأرض البحرية (JAMSTEC) سفينة الأبحاث يوكوسوكا التي يبلغ وزنها 4,439 طنًا لإجراء اختبار وتشغيل المركبة التي تعمل عن بعد بمسافة 11000 متر (ROV) كايكو، و ROV Shinkai بطول 6500 متر. لم يكن حتى فبراير 1996، خلال يوكوسوكا كروز Y96-06، أن Kaikō مستعدة لأول الغطس في عمق الكاملة. في هذه الرحلة البحرية، أنشأت جامستيك منطقة من تشالنجر ديب (11 ° 10N إلى 11 ° 30 N، من 141 ° 50 E إلى 143 ° 00 E – والتي تم التعرف عليها لاحقًا على أنها تحتوي على ثلاث برك/أحواض منفصلة في المستوى، كل منها يزيد أعماق كل منها عن 10,900 متر (35,761 قدم)) التي ستركز عليها بعثات JAMSTEC تحقيقاتها على مدار العقدين المقبلين. استخدمت Yokosuka مسبار صدى متعدد الحزم بقوة 151 شعاع 2112 12 كيلوهرتز، مما يسمح بالبحث عن مساحات 12-15 كلم بعرض 11,000 متر (36,089 قدم) العمق. كانت دقة عمق يوكوسوكا Seabeam حوالي 0.1٪ من عمق المياه (أي ± 110 متر (361 قدم) لمسافة 11,000 متر (36,089 قدم) العمق). حققت أنظمة GPS المزدوجة للسفينة تحديدًا جيوديسيًا في نطاق متر مكون من رقمين (100 متر (328 قدم) أو أفضل) الدقة.
1998 و 1999 و 2002 - آر في كيراي - كروز KR98-01 أرسل جامستيك البالغ من العمر عامين سفينة أبحاث أعماق البحار RV Kairei جنوبًا لإجراء مسح سريع وشامل للعمق في تشالنجر ديب، 11-13 يناير 1998، تحت كبير العلماء كانتارو فوجيوكا. من خلال التتبع إلى حد كبير على طول محور الخندق من 070 إلى 250 درجة، قاموا بعمل خمسة مسارات لمسح أعماق بطول 80 كم، متباعدة بحوالي 15 كم، متداخلة مع سي بيم 2112-004 (والذي سمح الآن باختراق التنميط تحت القاع بما يصل إلى 75 مترًا تحت أسفل) أثناء اكتساب الجاذبية والبيانات المغناطيسية التي تغطي كامل تشالنجر ديب: الأحواض الغربية والوسطى والشرقية.

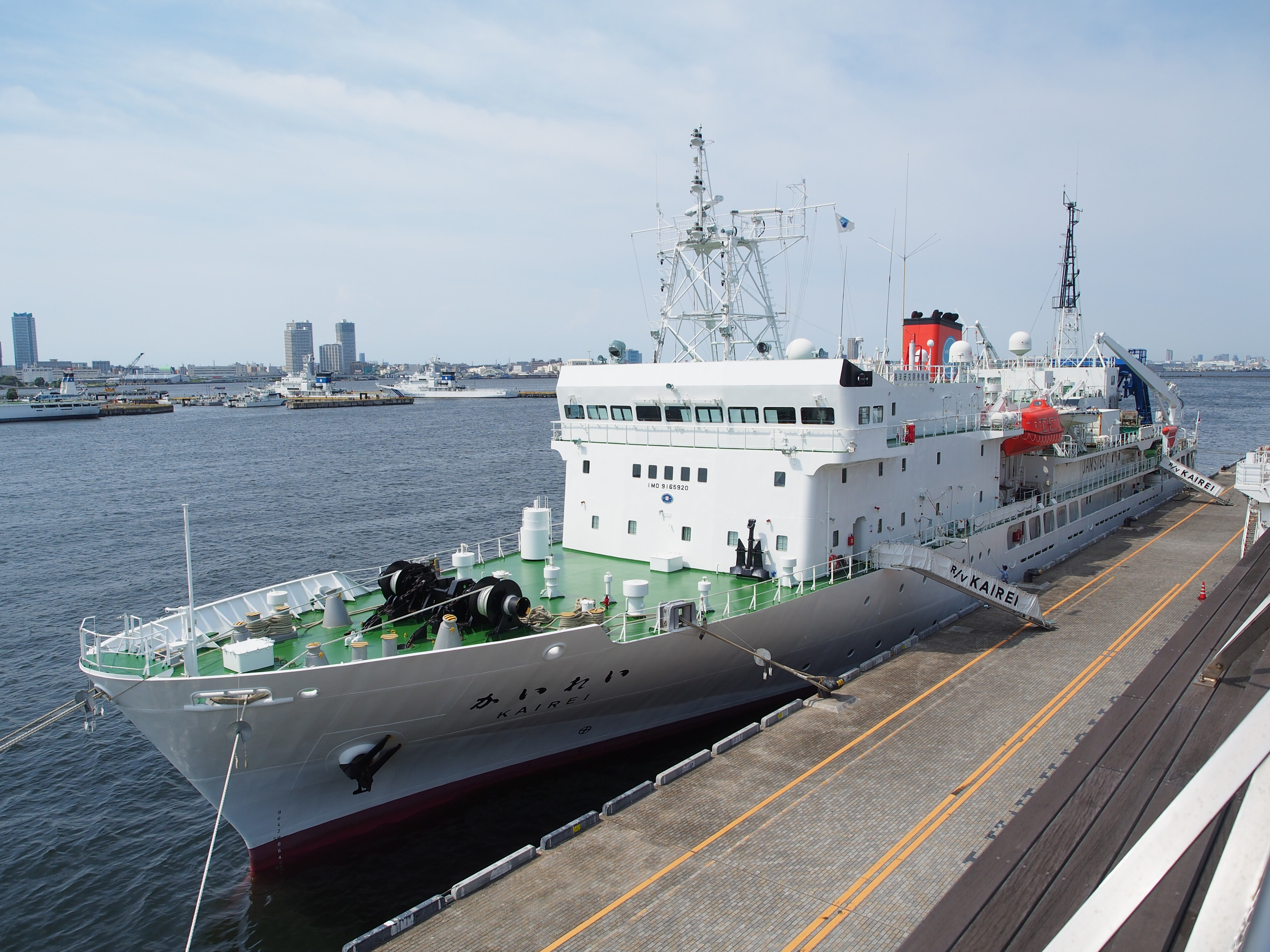
تم استخدام سفينة أبحاث أعماق البحار RV Kairei أيضًا كسفينة دعم لـ ROV Kaikō

عاد كيري في مايو 1998، برحلة بحرية KR98-05، مع ROV <i id="mwwg">Kaikō</i>، تحت إشراف كبير العلماء Jun Hashimoto بأهداف جيوفيزيائية وبيولوجية. كان مسح الأعماق الذي أجروه في الفترة من 14 إلى 26 مايو هو المسح السيزمي الأكثر كثافة ودقة الذي أجراه تشالنجر ديب حتى الآن. كل مساء، تم نشر كايكو لنحو أربع ساعات من وقت القاع لأخذ العينات المتعلقة بالبيولوجيا، بالإضافة إلى حوالي سبع ساعات من وقت العبور العمودي. عندما كان كايكو على متن الطائرة لتقديم الخدمة، أجرى كيري مسوحات وملاحظات لقياس الأعماق. شبكت شبكة كيري منطقة مسح حوالي 130 كم شمال- جنوب بمقدار 110 كم شرق - غرب. قام كايكو بستة غطسات (# 71-75) كلها في نفس الموقع (11 ° 20.8 شمالًا، 142 ° 12.35 شرقًا)، بالقرب من 10,900 متر (35,800 قدم) خط الكنتور السفلي في الحوض الغربي.
تُظهر خريطة الأعماق الإقليمية المأخوذة من البيانات التي تم الحصول عليها في عام 1998 أن أعظم الأعماق في المنخفضات الشرقية والوسطى والغربية هي 10,922 متر (35,833 قدم) ± 74 متر (243 قدم)، 10,898 متر (35,755 قدم) ± 62 متر (203 قدم) و 10,908 متر (35,787 قدم) ± 36 متر (118 قدم)، على التوالي، مما يجعل المنخفض الشرقي أعمق الثلاثة.
في عام 1999، أعاد كايري زيارة تشالنجر ديب أثناء الرحلة البحرية KR99-06. تتضمن نتائج استطلاعات 1998-1999 الاعتراف الأول بأن تشالنجر ديب يتكون من ثلاثة أحواض فردية متدرجة يمينًا يحدها 10,500 متر (34,400 قدم) خط كفاف العمق. حجم [كل] الأعماق متطابق تقريبًا، بطول 14-20 كم، 4 كيلو مترًا ". وخلصوا إلى اقتراح "أن هذه الأعماق الثلاثة الفردية تشكل" عمق التحدي "، و [نحن] نحددها على أنها الشرق والوسط والغرب. أعمق عمق حصلنا عليه أثناء رسم الخرائط هو 10,938 متر (35,886 قدم) في الغرب العميق (11 ° 20.34 شمالاً، 142 ° 13.20 شرقاً). "  تم الحصول على العمق أثناء رسم الخرائط... تم تأكيده في كل من شمال شرق وجنوب غرب. كانت سرعة تصحيح الصوت من XBT إلى 1,800 متر (5,900 قدم)، و CTD أقل من 1,800 متر (5,900 قدم).
أظهر مسح المسار المتقاطع لرحلة كيري 1999 أن أعظم الأعماق في المنخفضات الشرقية والوسطى والغربية هي 10,920 متر (35,827 قدم) ± 10 متر (33 قدم)، 10,894 متر (35,741 قدم) ± 14 متر (46 قدم) و 10,907 متر (35,784 قدم) ± 13 متر (43 قدم)، على التوالي، مما يدعم نتائج الاستطلاع السابق.
في عام 2002، أعاد كايري زيارة تشالنجر ديب في الفترة من 16 إلى 25 أكتوبر/تشرين الأول 2002، باعتباره رحلة بحرية KR02-13 (برنامج بحثي تعاوني بين اليابان والولايات المتحدة وكوريا الجنوبية) مع كبير العلماء جون هاشيموتو المسؤول ؛ مرة أخرى مع Kazuyoshi Hirata الذي يدير فريق ROV Kaikō. في هذا المسح، تم تنقيح حجم كل من الأحواض الثلاثة إلى 6-10 كم يبلغ طوله حوالي 2 بعرض يزيد عن 10,850 متر (35,597 قدم) عميق. في تناقض ملحوظ مع استطلاعات كايري لعامي 1998 و 1999، حدد المسح التفصيلي في عام 2002 أن أعمق نقطة في تشالنجر ديب تقع في الحوض الشرقي حوله.11°22.260′N 142°35.589′E / 11.371000°N 142.593150°E، بعمق 10,920 متر (35,827 قدم) ± 5 متر (16 قدم)، وتقع حوالي 290 متر (950 قدم) جنوب شرق أعمق موقع حددته سفينة المسح تاكيو عام 1984. كانت مسوحات عام 2002 لكل من الأحواض الغربية والشرقية ضيقة، مع تشبيك دقيق بشكل خاص للحوض الشرقي مع عشرة مسارات متوازية شمال وجنوب غرب وشرقها أقل من 250 مترًا. في صباح يوم 17 أكتوبر، بدأت الغوص ROV Kaikō # 272 واستعادتها بعد أكثر من 33 ساعة، مع عمل ROV في قاع الحوض الغربي لمدة 26 ساعة (بالقرب من 11 ° 20.148 N، 142 ° 11.774 E عند 10,893 متر (35,738 قدم)). اتبعت خمس غطسات كايكو على أساس يومي في نفس المنطقة لخدمة مركبات الهبوط القاعية وغيرها من المعدات العلمية، مع الغوص رقم 277 الذي تم استرداده في 25 أكتوبر. جلبت الفخاخ أعدادًا كبيرة من البرمائيات (براغيث البحر)، وسجلت الكاميرات الهولوثوريين (خيار البحر)، متعدد الأشواك الأبيض (الديدان الخشن)، الديدان الأنبوبية، وأنواع بيولوجية أخرى. خلال مسوحات 1998، 1999، تم تجهيز كيري بنظام الملاحة الراديوية عبر الأقمار الصناعية GPS. رفعت حكومة الولايات المتحدة التوفر الانتقائي لنظام تحديد المواقع العالمي (GPS) في عام 2000، لذلك خلال مسح عام 2002، كان لدى كيري إمكانية الوصول إلى خدمات تحديد المواقع GPS غير المتدهورة وحققت دقة عداد رقم واحد في تحديد المواقع الجيوديسية.

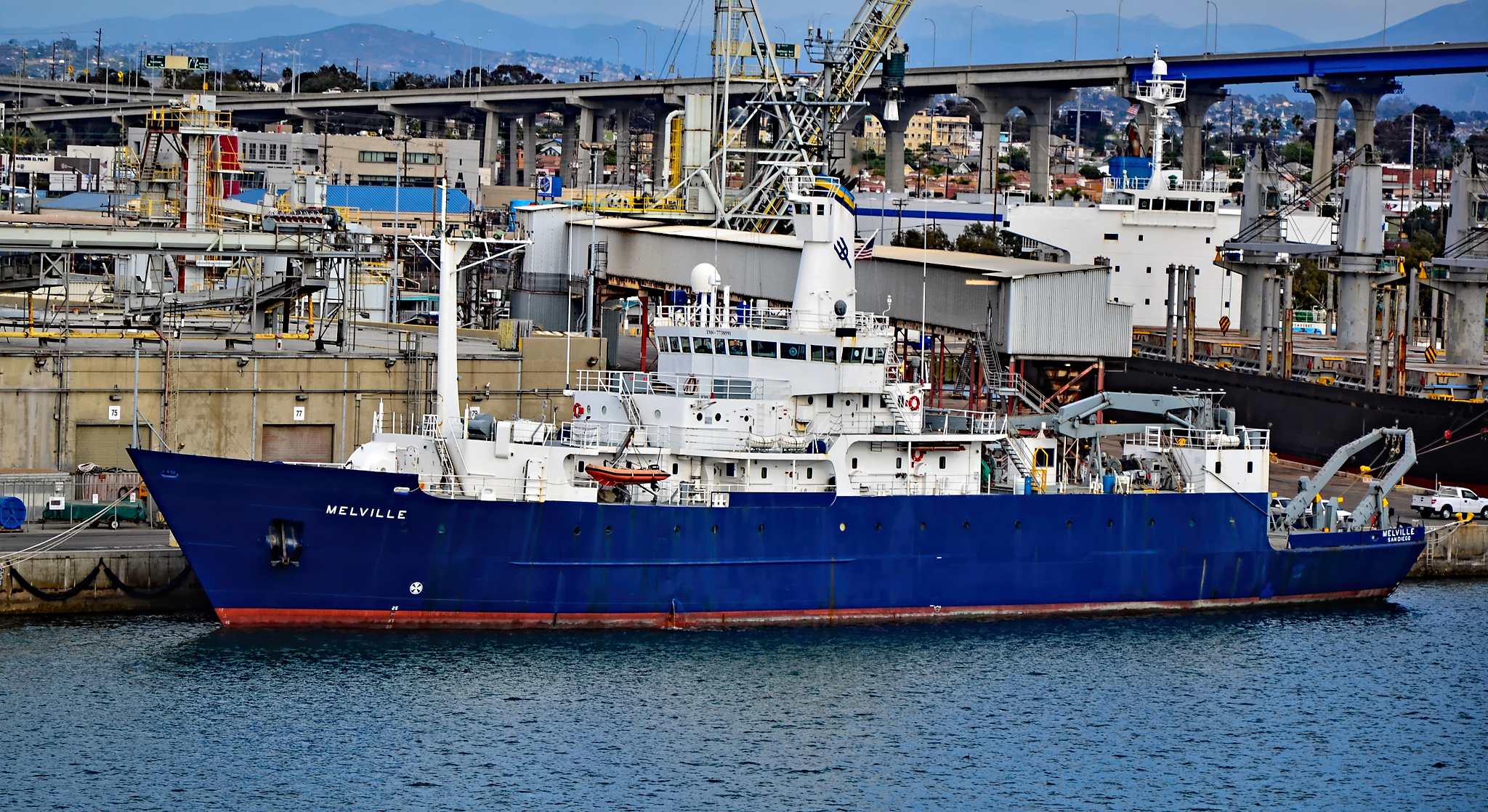
تم تشغيل RV Melville بواسطة معهد Scripps لعلوم المحيطات

2001 - آر في <i id="mwAQw">ميلفيل</i> - سفينة الأبحاث ميلفيل التي يبلغ وزنها 2.516 طن في ذلك الوقت والتي كانت تديرها مؤسسة سكريبس لعلوم المحيطات، أخذت كوك إكسبيديشن، المحطة 6 مع كبيرة العلماء باتريشيا فراير من جامعة هاواي من غوام في 10 فبراير 2001 إلى تشالنجر ديب من أجل مسح بعنوان «دراسات مصنع الاندساس في ماريانا الجنوبية»، بما في ذلك رسم خرائط السونار HMR-1، والمغناطيسية، وقياسات الجاذبية، والتجريف في منطقة قوس ماريانا. قاموا بتغطية جميع الأحواض الثلاثة، ثم تعقبوا 120 ميل بحري (222.2 كـم) - خطوط طويلة من قياس الأعماق بين الشرق والغرب، وتتجه شمالًا من تشالنجر ديب في 12 كيلومتر (7.5 ميل)، تغطي أكثر من 90 ميل بحري (166.7 كـم) شمالًا في backarc مع مساحات متداخلة من SeaBeam 2000 12 كيلو هرتز متعدد الموجات الصدى ونظام القطر MR1. قاموا أيضًا بجمع المعلومات المغناطيسية والجاذبية، لكن لم يكن هناك بيانات زلزالية. كانت أداة المسح الأساسية الخاصة بهم هي  وهو سونار ذو قطر ضحل 11/12 كيلو هرتز تم تطويره وتشغيله بواسطة مجموعة أبحاث رسم الخرائط في هاواي (HMRG)، وهي مجموعة بحثية وتشغيلية داخل كلية المحيط بجامعة هاواي. وعلوم وتكنولوجيا الأرض (SOEST) ومعهد هاواي للجيوفيزياء والكواكب (HIGP). MR1 قادر على الوصول إلى أعماق المحيط بالكامل، ويوفر بيانات قياس الأعماق وبيانات المسح الجانبي. واصلت المحطة 7 من كوك إكسبيديشن المسح MR-1 لخندق ماريانا باكارك من 4 مارس إلى 12 أبريل 2001 تحت إشراف كبير العلماء شيرمان بلومر من جامعة ولاية أوريغون.

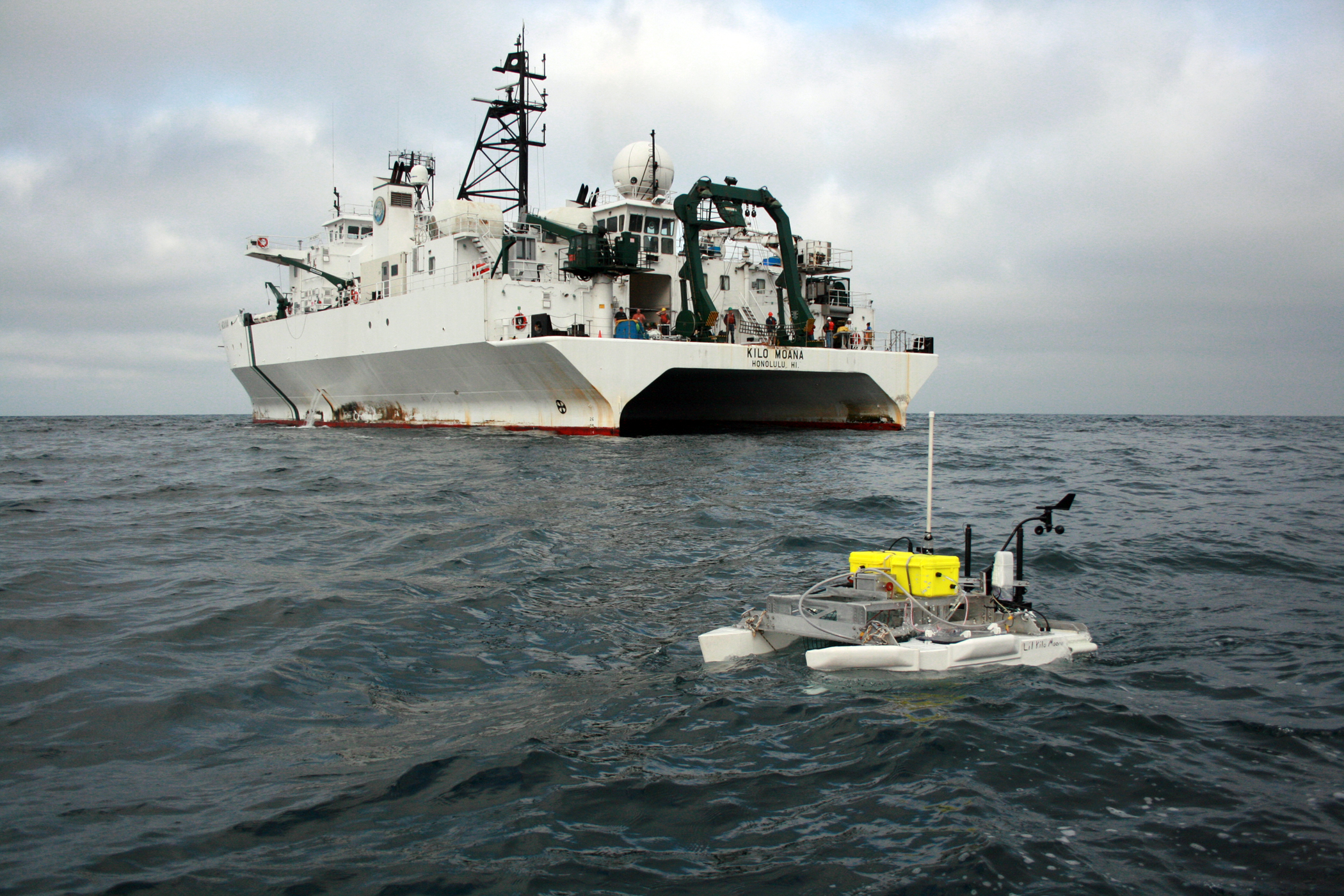
تم استخدام RV Kilo Moana كسفينة دعم لـ HROV Nereus

2009 - RV <i id="mwASU">Kilo Moana</i> - في مايو/يونيو 2009، تم إرسال سفينة الأبحاث المملوكة للبحرية الأمريكية Kilo Moana (T-AGOR 26) المملوكة للبحرية الأمريكية والتي يبلغ وزنها 3,064 طنًا إلى منطقة تشالنجر ديب لإجراء الأبحاث. كيلو موانا من المدنيين وتديره SOEST. وهي مجهزة باثنين من مسبار الصدى متعدد الحزم مع إضافات للملف الجانبي السفلي (191 شعاع 12 كيلوهرتز Kongsberg Simrad EM120 مع SBP-1200، قادر على تحقيق دقة تتراوح بين 0.2 - 0.5٪ من عمق المياه عبر الرقعة بأكملها)، ومقياس الجاذبية، ومقياس المغناطيسية. يستخدم EM-120 انبعاثات سونار 1 × 1 درجة على سطح البحر. يتسع كل جهاز سونار بعرض شعاع بدرجة واحدة ليغطي مساحة دائرية تبلغ حوالي 192 متر (630 قدم) قطرها 11,000 متر (36,089 قدم) العمق. أثناء رسم خرائط تشالنجر ديب، أشارت معدات السونار إلى عمق 10,971 متر (35,994 قدم) في وضع غير معروف. تشتمل معدات الملاحة على Applanix POS MV320 V4 المصنف بدقة من إلى متر. وقد استخدم RV كيلو موانا أيضا باسم سفينة دعم هجين تعمل عن بعد تحت الماء مركبة (HROV) نيريوس أن الحمامة ثلاث مرات إلى أسفل تشالنجر ديب خلال الرحلة مايو/يونيو 2009، ولم تؤكد السونار أنشئت أقصى عمق بحرا دعمها.
2009 - RV Yokosuka - أعادت Cruise YK09-08 سفينة الأبحاث JAMSTEC التي تزن 4,429 طنًا Yokosuka إلى Mariana Trough وإلى تشالنجر ديب من يونيو إلى يوليو 2009. كانت مهمتهم عبارة عن برنامج من جزأين: مسح ثلاثة مواقع تنفيس حراري مائي في جنوب ماريانا حوض باكارك بالقرب من 12 ° 57N، 143 ° 37E حوالي 130 nmi شمال شرق الحوض المركزي لتشالنجر ديب، باستخدام تحت الماء المستقل مركبة Urashima. غطس AUV Urashima # 90-94، كان على عمق 3500 متر كحد أقصى، ونجح في مسح جميع المواقع الثلاثة باستخدام مسبار صدى متعدد الحزم Reson SEABAT7125AUV لقياس الأعماق، وأجهزة اختبار المياه المتعددة لاكتشاف العناصر النزرة المنبعثة في الماء من الحرارة المائية ورسم خرائط لها. فتحات التهوية والمدخنون البيض والنقاط الساخنة. كان كيوكو أوكينو من معهد أبحاث المحيط بجامعة طوكيو، الباحث الرئيسي في هذا الجانب من الرحلة البحرية. كان الهدف الثاني للرحلة البحرية هو نشر «نظام كاميرا 10K للسقوط الحر» يسمى Ashura، لأخذ عينات من الرواسب والمواد البيولوجية في قاع تشالنجر ديب. كان الباحث الرئيسي في تشالنجر ديب هو Taishi Tsubouchi من JAMSTEC. صنعت مركبة الهبوط عاشوراء نزولًا: في الأول، 6 يوليو 2009، عاشوراء في القاع11°22.3130′N 142°25.9412′E / 11.3718833°N 142.4323533°E عند 10,867 متر (35,653 قدم). كان النسب الثاني (في 10 يوليو 2009) هو11°22.1136′N 142°25.8547′E / 11.3685600°N 142.4309117°E عند 10,897 متر (35,751 قدم). 270 تم تجهيز كلغ عاشوراء بمصائد متعددة الطعم، وكاميرا فيديو HTDV، وأجهزة لاستعادة الرواسب، والمياه، والعينات البيولوجية (معظمها من البرمائيات عند الطعم، والبكتيريا والفطريات من عينات الرواسب والمياه).
2010 - USNS <i id="mwAVc">Sumner</i> - في 7 أكتوبر 2010، أجرى المركز الأمريكي لرسم خرائط السواحل والمحيطات/المركز الهيدروغرافي المشترك (CCOM/JHC) في 7 أكتوبر 2010، مزيدًا من رسم خرائط السونار لمنطقة تشالنجر العميقة على متن سفينة سومنر التي يبلغ وزنها 4.762 طنًا. تم الإبلاغ عن النتائج في ديسمبر 2011 في اجتماع الخريف السنوي للاتحاد الجيوفيزيائي الأمريكي. استخدام نظام مسبار صدى متعدد الحزم Kongsberg Maritime EM 122 مقترن بمعدات تحديد المواقع التي يمكنها تحديد خطوط الطول والعرض حتى 50 سنتيمتر (20 بوصة) الدقة، من بين آلاف عمليات السبر الفردية حول أعمق جزء، قرر فريق CCOM/JHC بشكل أولي أن تشالنجر ديب لديه أقصى عمق 10,994 متر (36,070 قدم) في11°19′35″N 142°11′14″E / 11.326344°N 142.187248°E، مع عدم يقين عمودي تقديري ± 40 متر (131 قدم) عند انحرافين معياريين (أي 95.4٪) لمستوى الثقة. عمق ثانوي بعمق 10,951 متر (35,928 قدم) عند حوالي 23.75 ميل بحري (44.0 كـم) إلى الشرق عند11°22′11″N 142°35′19″E / 11.369639°N 142.588582°E في الحوض الشرقي لتشالنجر ديب.